# داريوس أ. مور
داريوس أ. مور هو سياسي أمريكي، ولد في 13 أبريل 1833، وتوفي في 26 يونيو 1905. نشط حزبياً في الحزب الجمهوري. وقد انتخب عضو جمعية ولاية نيويورك ‏ وانتخب عضو مجلس ولاية نيويورك ‏.